# Panzerzug Schober
Der Panzerzug Schober war ein improvisierter Kaiserlich und königlicher Panzerzug aus der Zeit des Ersten Weltkrieges und wurde ab 1914 von der Armee eingesetzt.

## Geschichte
Der Panzerzug Schober war der erste improvisierter Panzerzug der k. u. k. Armee im Ersten Weltkrieg. Im September 1914 wurde dieser bei der k. u. k. 15. Eisenbahnkompanie unter dem Kommando von Hauptmann Fritz Schober aus Materialien der Heizwerkstätten von Stanislau zusammengestellt.

## Technische Daten

### Lokomotive
Der Panzerzug wurde durch eine kleine Dampflokomotive angetrieben. Ein genaues Modell konnte nicht ermittelt werden. Die Panzerung bestand aus 8 bis 15 mm dicken Dampfkesselblechen, welche die empfindlichsten Teile schützen sollten und angeschraubt wurden. Dazu zählten der Wasserkasten, die Dampfleitungen, die Steuerungselemente, der Kessel und die Zylinder. Die Dampflokomotive befand sich in der Mitte des Panzerzuges.

### Maschinengewehrwagen
Weiterhin verfügte der Panzerzug Schober über vier hochwandige Niederbordwagen. Diese erhielten umlaufende, doppelte und mannshohe Pfostenwände mit Schießscharten für Gewehre und Maschinengewehre. Die Zwischenräume wurden mit groben Kies aufgefüllt. Jeder der Wagen erhielt im Boden eine Falltür, um unbemerkt ein- und aussteigen zu können.

### Abstoßwagen
Ein weiterer, kleinerer Niederbordwagen war mit Oberbaumaterial und Wagenwinden ausgestattet und lief als erster Wagen voraus.

## Einsatz
Bereits Anfang September 1914 begannen die 2. und 3. österreich-ungarische Armee mit dem Rückzug aus Ostgalizien. Infolgedessen zog sich die k. u. k. 15. Eisenbahnkompanie mit dem Panzerzug von Stanislau über Lemberg bis nach Halicz zurück. Im Anschluss rückt der Zug nach Nyschniw vor und durchstieß überraschend die russischen Linien bis zu deren Artilleriestellungen. Nachdem die russischen Soldaten vom Erscheinen des Panzerzuges völlig überrascht waren, wich der Panzerzug nach Stryj aus. Unterwegs ermöglichte der Panzerzug um die 1000 flüchtenden Juden ein Entkommen, allein durch seine Anwesenheit. Nach der Ankunft in Stryj deckte er die Räumung der dortigen Militär- und Eisenbahnbehörden. Anschließend schlug er sich nach Süden durch und fuhr Richtung Ungarn. Nach einem kurzen Aufenthalt in Munkács fuhr er über Csap und Ungvár nach Sambor, wo er sich wieder mit seiner Kompanie vereinte.
Nachdem der Panzerzug neu versorgt worden war, fuhr er weiter nach Osten in Richtung Drohobycz. Nach einem achtstündigen Einsatz musste der beschädigte Panzerzug durch starkes Feindfeuer ein Gefecht abbrechen und sich nach Sambir zurückziehen. Nachdem der Panzerzug eine Reihe technischer Verbesserungen erfahren und eine stärkere Bewaffnung erhalten hatte, übernahm Hauptmann Schober den Panzerzug. Da die russischen Truppen immer weiter vorrückten, mussten sich die k. u. k. Truppen weiter zurückziehen. Dabei sicherte der Panzerzug den Rückzug, wobei es zu Gefechten bei Przemyśl, Zagórz und Sanok kam. Dabei gelang es der Besatzung, bei Jasło einen notgelandeten Piloten vor der Gefangennahme zu bewahren und zu den eigenen Linien zurückzubringen.
Mitte Oktober 1914 griffen österreich-ungarische und deutsche Truppen auf breiter Front die San-Weichsel-Linie an und drangen bis nach Przemyśl vor. Die weiteren Einsätze des Panzerzuges fanden im Abschnitt der 1. österreich-ungarischen Armee im Raum zwischen der Weichsel, der Wisłoka und der San statt. Dort war er auf der Eisenbahnstrecke zwischen Przeworsk, Rozwadów (Lage), Tarnobrzeg und Dębica im Einsatz. Hauptaufgabe war es, die Verpflegungs- und Munitionsrouten zu sichern, welche über Rozwadów nach Nisko verliefen. Bei einer seiner Sicherungsfahrten geriet ein Linzer Sturmregiment in einen Angriff und konnte, dank der Unterstützung durch den Panzerzug, die Stellungen halten.
Im weiteren Verlauf des Krieges erteilte man erneut einen allgemeinen Rückzugsbefehl, welcher den Panzerzug aber nicht erreichte. Als die Besatzung bemerkte, dass die eigenen Truppen sich zurückzogen, wich auch der Panzerzug aus. Dabei stieß er mit einem Wagen zusammen, welcher auf den Gleisen als Hindernis abgestellt war. Dabei entgleiste der vorderste Wagen und der Panzerzug wurde unter Beschuss genommen. 40 Mann booteten aus und brachten den Wagen wieder auf die Gleise. Danach saßen sie über die Luken im Boden der Wagen wieder auf und fuhren weiter. Nach dieser Aktion vermisste die Besatzung einen Gefreiten und gab mehrmals Signal. Auch nach 300 m langsamen Rollens tauchte dieser nicht auf. Daraufhin durchstieß der Panzerzug die gegnerischen Stellungen und gelangte, nach mehreren kleinen Schusswechseln, zum Bahnhof von Kępn, wo sich der Gefreite zurückmeldete.
Im weiteren Verlauf verlegte der Panzerzug erneut zur Weichsel und unterstützte das X. Korps beim Rückzug entlang des Flusses. Damit konnte er die Truppen entlasten und half bei einem geordneten Rückzug. Wenig später geriet er in gegnerisches Artilleriefeuer, wurde schwer beschädigt und von der Besatzung aufgegeben.

## Zugpersonal
- Panzerzugkommandant[2]
  - Leutnant Balzar
  - Hauptmann Schober
- stellvertretender Panzerzugkommandant[2]
  - Leutnant Hauptmann